# Курбський Андрій Михайлович
Андрі́й Ку́рбський (рос. Андрей Михайлович Курбский, пол. Andrzej Kurbski, Andrzej Krupski; бл. 1528, Московія —1583, Миляновичі) — князь династії Рюриковичів, московський боярин, воєвода; урядник Великого князівства Литовського, шляхтич Речі Посполитої. Вважається в історії Росії першим російським дисидентом, «перший російський політичний біженець». Був близьким другом і великим полководцем царя Івана Грозного, перш ніж стати одним із його найзапекліших супротивників. Його листування з царем після заслання в Польщу є унікальним джерелом для історії Росії 16 століття. Курбський з відзнакою брав участь у поході царя Івана IV на Казань, Крим і Лівонію, став губернатором Тарту, але через гнів царя мусив тікати до польського короля в Лівонію. 30 квітня 1564 року втік до Литви, мотивуючи це прихованими репресіями. Він написав історію Івана IV, що представляє психологічний інтерес. Велику історичну та літературну цінність має його полемічне листування з царем, уривки з якого можна знайти в Історії російської культури Альфреда Єнсена. У 1573 році він написав політичний памфлет, у якому висловив перші самостійні принципи несхвалення сповзання Івана до самодержавства. У своїх творах Курбський звинувачує царя в серії патологічно жорстоких злочинів, але історики досі сперечаються, чи варто вірити його заявам.

## Tatar rebellion (1552-1556)
У Великому Князівстві Литовському Речі Посполитої був записаний під прізвищем Крупський гербу «Леварт». Деякі сучасні російські історики вважають з погляду сучасної паспортної системи, що ця зміна прізвища сталася помилково.
До 1564 був учасником Лівонської війни.
На початку правління Івана Грозного Курбський обіймав найвищі адміністративні й військові посади. Згодом між ними виникнули суперечності щодо внутрішньої і зовнішньої політики, що врешті призвело до того, що 30 квітня 1564 року князь Андрій Курбський перейшов на службу до польського короля Сигізмунда II. Отримав від короля значні земельні володіння на Волині, зокрема Ковель, Вижву, Миляновичі та 28 прилеглих до них сіл.
З 1570 року мав феодальний конфлікт із князем Андрієм Вишневецьким.
Листувався з Кадіяном Чапличем; обурення князя викликав факт надання ним притулку у своїх маєтностях одному з товаришів Феодосія Косого (Ігнатію) — визнавцю юдаїстично-раціоналістичного напрямку в християнстві — після їхнього прибуття з Москви до ВКЛ.
1581 року склав заповіт перед військовим походом, яким заповів третій дружині та їхнім дітям усе майно.

## Сім'я та діти
Після втечі його за наказом Івана Грозного перша дружина князя Андрія була ув'язнена з сином.
Друга дружина — княжна Марія Гольшанська, донька князя Юрія Івановича (він був її третім чоловіком); з нею розлучились, стосунки залишились ворожими. Бл. 1581 року подала на нього позов до суду митрополита через незаконне, на її думку, розлучення. У відповідь він записав в актові книги гродського суду Володимира на неї донос про її зради, привів 2 свідків. Справа закінчилась укладення мирової між колишнім подружжям
Третя — Олександра Семашко, прожив з нею 3 роки, мав дітей.

## Літературні твори
- «Сказания князя Курбского». Изд. 3-е, исправленное и дополенное, Н. Устрялова. — СПб.: в типографии императорской Академии Наук, 1868 г. (рос.)
- Курбский А. М. История о великом князе Московском / Составление, вступительная статья, комментарии Золотухиной Н. М. — Москва: УРАО, 2001 г. [Архівовано 27 вересня 2014 у Wayback Machine.]; «История князя великого Московского о делех, яже слышахом у достоверных мужей и яже видехом очима нашима»; (рос.)
- «Четыре письма к Грозному»; (рос.)
- «Письма» к разным лицам; из них 16 вошли в 3-е изд. «Сказаний князя Курбского» Н. Устрялова (СПб, 1868 г.), одно письмо издано Сахаровым в «Москвитянине» (1843 г., № 9) и три письма — в «Православном Собеседнике» (1863 г. кн. V—VIII). (рос.)
- «Предисловие к Новому Маргариту» («Маргарит Новый»); изд. в первый раз Н. Иванишевым в сборнике актов: «Жизнь князя Курбского в Литве и на Волыни» (г. Киев, 1849 г.), перепечатано Устряловым в «Сказании князя Курбского». (рос.)
- "Предисловие к книге Дамаскина «Небеса» изданное князем Оболенским в «Библиографических Записках» 1858 г. № 12). (рос.)
- «История Флорентийского собора», компиляция; напечатано в «Сказании князя Курбского» стр. 261-8; о ней см. 2 статьи С. П. Шевырева — «Журнал Министерства народного просвещения», 1841 г. кн. I, и «Москвитянин» 1841 г. т. III. (рос.)
- «Примечания (на полях) к переводам из Златоуста и Дамаскина» (напечатаны професором А. Архангельским в «Приложениях» к «Очеркам истории западно-русской литературы», в «Чтениях Общества Истории и Древностей» 1888 г. № 1). (рос.)
- Перевод Курбского Андрея: диалог патриарха Геннадия, Богословие, Диалектика и др. сочинения Дамаскина (см. статью А. Архангельского в «Журнал Министерства народного просвещения» 1888 г., № 8), некоторые сочинения Дионисия Ареопагита, Григория Богослова, Василия Великого, отрывки из Евсевия и проч. (рос.)

## Музика
Андрію Курбському присвячений фото та аудіо енхансед CD альбом — Петров-Тверський «У дельті Міссісіпі» (С) 2010 р.

## Театр
Андрію Курбському присвячена п'єса «Зрада, Государ!».

## Кіно
- Андрія Курбського у російському фільмі Павла Лунгіна «Цар» представлено як друга дитинства Пилипа Количева та Івана Мономаховича[14].

- Телеканал «Росія-1» у 2006 р. транслював фільм «Іван Грозний — Андрій Курбський»[15]